# Eugen Gans zu Putlitz
Eugen Ferdinand Gans Edler Herr zu Putlitz (* 9. Dezember 1832; † 30. Januar 1893 auf Gut Laaske, Groß Pankow, Prignitz) war ein deutscher Gutsbesitzer, Unternehmer und Politiker. Seit 1890 war er bis zu seinem Lebensende Mitglied des preußischen Herrenhauses.

## Familie
Eugen Gans Edler Herr zu Putlitz stammte aus dem märkischen Uradelsgeschlecht Gans zu Putlitz in der Prignitz. Die Familie hatte das Ehrenamt der Erbmarschalls der Kurmark Brandenburg inne, der seit 1854 zu einem erblichen Sitz im preußischen Herrenhaus berechtigt.
Eugen zu Putlitz war Kind des Gutsbesitzers und Herrenhausmitglied Eduard Gans zu Putlitz (1789–1881) und dessen Ehefrau Caroline von Guretzky. Sein älterer Bruder Gustav war Schriftsteller und Theaterintendant und lebte in Retzin/Prignitz.
Eugen zu Putlitz heiratete am 24. Mai 1861 Sophie Amalie Luise von Rohr-Dannenwalde (1841–1902). Das Paar hatte mehrere Kinder:
- Eugen Siegfried (1862–1862)
- Emmy Karoline Ehrengard (* 18. Februar 1865; † 3. September 1887) ⚭ 1886 Eberhard von Faber du Faur (* 15. Februar 1856; † 12. Oktober 1895), Rittmeister, Sohn von Otto von Faber du Faur
- Helene Ida Emilie Eva (* 8. November 1866; † 7. Februar 1892) ⚭ 1889 Rudolf von Katte, Major
- Elisabeth Eva Anna (* 2. Februar 1869)
- Kaspar Otto Walther (* 12. Oktober 1873)

## Leben
Eugen zu Putlitz, der die jüngere Laasker Linie begründete, übernahm von seinem Vater 1859 das Gut Laaske bei Putlitz. Er war Mitbegründer und Mitglied im Verwaltungsrat der Landwirtschaftlichen Vereinsbank für die Prignitz e. G. in Pritzwalk und außerdem auch Vorstandsmitglied des Landwirtschaftsvereins Pritzwalk. Er war Kreisdeputierter des Landkreises Ostprignitz und vertrat gelegentlich den Landrat der Ostprignitz in seinen Amtsgeschäften, so im August/September 1888.
Gemeinsam mit seinem Neffen Konrad Gans zu Putlitz setzte er sich zu Beginn der 1880er Jahre für den Bau und die Finanzierung der Eisenbahnlinie Perleberg-Wittstock ein, die bis 1885 realisiert wurde.
Nach dem Tod seines älteren Bruders Gustav wurde Eugen zu Putlitz 1890 Senior der Familie und damit Erbmarschall der Kurmark Brandenburg und Mitglied des preußischen Herrenhauses auf Lebenszeit.
Das Kreisblatt für die Westprignitz (Nr. 18 vom 31. Januar 1893) druckte folgenden Nachruf nach seinem Tode ab: „In der Nacht vom 29. zum 30. Januar verschied zu Laaske sanft nach kurzem aber schwerem Leiden der Rittergutsbesitzer Frhr. zu Putlitz-Laaske. In ihm hat der Tod einen der besten Männer getroffen. Welches Prignitzer Kind sollte ihn nicht kennen, den alten Herrn mit dem wackern Herzen und der stets helfenden Hand. Wie manchem hat er mit Rath und That zur Seite gestanden. Wie manchen, den die Ungunst der letzten Jahre schwer getroffen hatte, hat er durch sein Einschreiten vorm wirthschaftlichen Ruin gerettet. Man frage unter den Bauern, man frage unter den Bürgern der umliegenden Städte und Flecken, man frage unter den Granden des Landes. Er war ein Edelmann im besten Sinne des Wortes. Den Vater der Prignitz hörte man ihn oftmals nennen, fürwahr ein stolzer Name für einen Gutsbesitzer. In unserer Zeit des Materialismus und des selbstsüchtigen Strebens sind Erscheinungen wie die des Laasker Barons selten geworden. Doppelt Ehre darum dem Andenken des Geschiedenen.“

## Ehrungen
- Rote-Adler-Orden 3. Klasse mit Schleife (1888)